# بلة دستي (مقاطعة دهغلان)
بلة دستي (بالفارسية: بله دستی) هي قرية تقع في قسم ايلان الشمالي الريفي (مقاطعة دهغلان) في إيران. يقدر عدد سكانها بـ 1,162 نسمة .